# 石垣やいま村
石垣やいま村（いしがきやいまむら）は、沖縄県石垣市にある古民家を中心とした野外博物館。日本最南端かつ最西端のテーマパークでもある。

## 沿革
1981年（昭和56年）3月11日に名古屋鉄道グループの名鉄不動産が八重山民俗園（やえやまみんぞくえん）として開業。2003年にうえちグループ傘下となり、新たにあやぱに株式会社を設立して、運営を行う。2008年（平成20年）までに4軒の古民家が移築・復元されたのをきっかけに、同年10月1日に園名を現在の名称に改めた。なお、2013年（平成25年）3月7日には新石垣空港内に、あやぱに株式会社によって八重山そば門店「やいま村」が開業している。

## 概要
ラムサール条約登録湿地・名蔵アンパルに隣接しており、名蔵アンパルの登録域内に延びたウッドデッキに沿ってマングローブや、そこに住むベニシオマネキ、オキナワハクセンシオマネキ、ミナミトビハゼ（トントンミー）、天然記念物のセマルハコガメ等の生物を観察することができる。園内には八重山諸島の古民家が移築・保存されており、それぞれの民家では三線の演奏、シーサーの着色、サーターアンダーギー作り、琉球衣装での撮影などが体験できる。また、水牛池、カンムリワシ保護ゲージ、リスザル園があり、リスザル園では飼育しているリスザルに園内で販売されている専用の餌を与えることもできる。

### 古民家
牧志邸・森田邸・大濱邸・喜舎場邸の4軒が登録有形文化財に登録されている。
- 牧志邸（まきしてい）
1923年（大正12年）築造。石垣市長・牧志宗得の旧邸宅。1980年（昭和55年）に移築。2007年（平成19年）12月5日に「八重山民俗園旧牧志家住宅主屋」として登録有形文化財に登録されている[9]。
- 森田邸（もりたてい）
1909年（明治42年）築造。旧士族・森田家の邸宅。1984年（昭和59年）に移築。2007年（平成19年）12月5日に「八重山民俗園旧森田家住宅主屋」として登録有形文化財に登録されている[10]。
- 大濱邸（おおはまてい）
1907年（明治40年）築造。第7代早稲田大学総長・大濱信泉の旧邸宅。2008年（平成20年）に移築。2015年（平成27年）11月17日に「石垣やいま村旧大浜家住宅主屋」として登録有形文化財に登録されている[11]。
- 喜舎場邸（きしゃばてい）
1923年（大正12年）築造。民俗学研究者・喜舎場永叙の旧邸宅。2008年に移築。2015年11月17日に「石垣やいま村旧喜舎場家住宅主屋」として登録有形文化財に登録されている[12]。
- 上地家/農民の家（うえちけ/ハルサーのいえ）
復元家屋。「シートーヤー」と呼ばれる木製の臼を水牛に挽かせる伝統的なサトウキビの搾り出し作業を実演している。
- 石垣家/海人の家（いしがきけ/ウミンチュのいえ）
復元家屋。伝統漁法の道具やウミガメの剥製などが展示されている。

### カンムリワシ

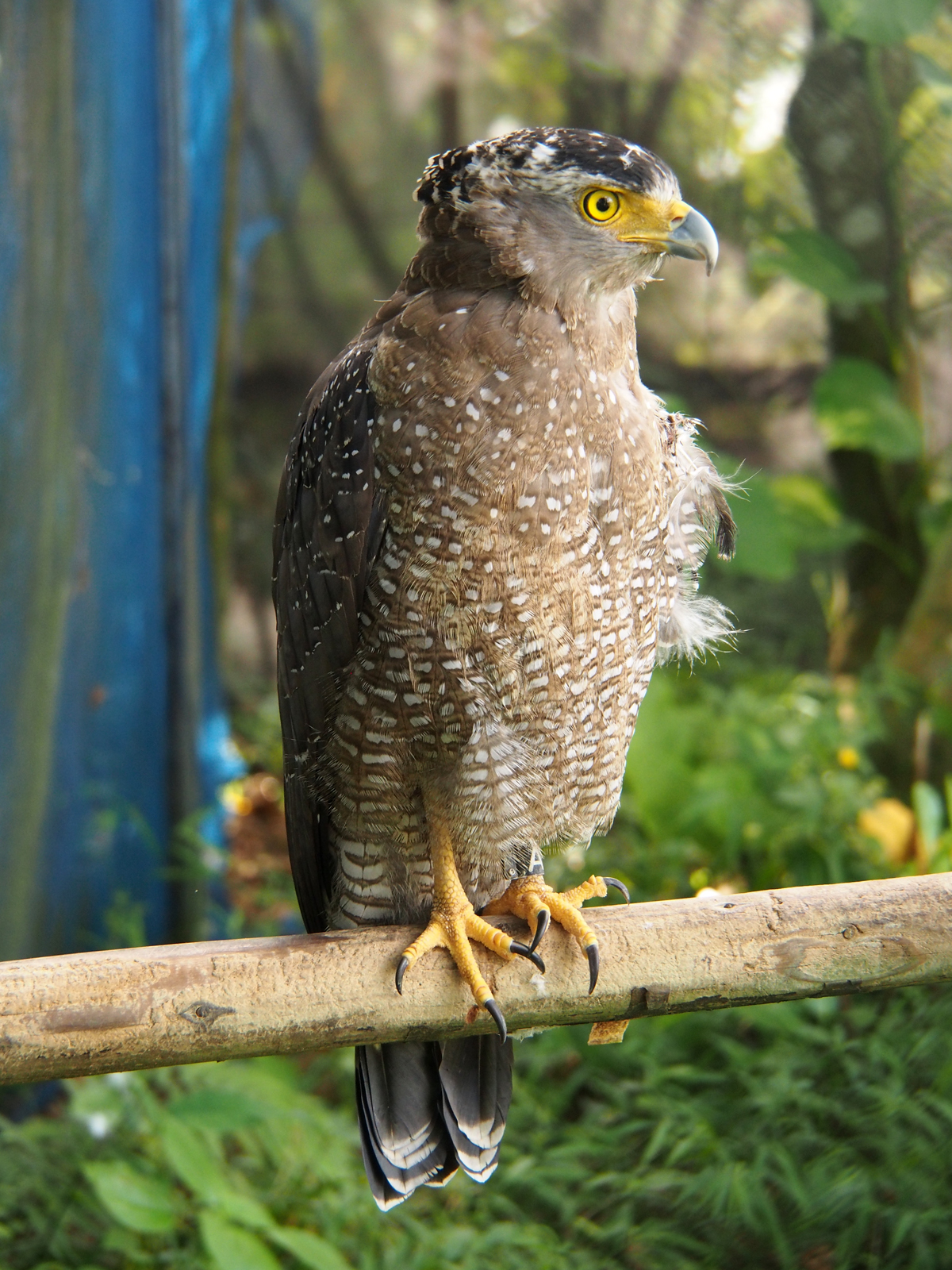
カンムリワシのよんなー

当園にはカンムリワシ保護ゲージが設けられており、沖縄県の傷病野生鳥獣保護飼養ボランティアとして、交通事故などにより保護されたカンムリワシのリハビリを行っている。
2008年（平成20年）5月11日からは、「よんなー」（八重山方言で「ゆっくり」という意味）と名付けられた雄のカンムリワシ1羽が一般公開されている。この個体は、2007年（平成19年）3月に交通事故に遭って西表島で保護され、同年9月から当園で飼育されているもので、野生復帰は無理と判断され終生飼養されることになった。八重山地方で飼育中の個体が一般公開されるのは初めてである。なお、八重山地方以外では、沖縄市の沖縄こどもの国で緊急保護されたカンムリワシが一般公開されている。

## アクセス
- 車 - 石垣空港から約30分、石垣港離島ターミナルから約20分[8]。
- バス - 石垣バスターミナルより東運輸バス・川平リゾート線で30分、やいま村入口バス停下車

## 開園時間
- 9時 - 17時30分（入園最終受付17時）
- 年中無休（台風接近時など臨時休業の場合あり）[3]